# The Power of Sleep
The Power of Sleep è un cortometraggio muto del 1913 diretto da C. Jay Williams.

## Produzione
Il film fu prodotto dalla Edison Company.

## Distribuzione
Distribuito dalla General Film Company, il film - un cortometraggio in una bobina - uscì nelle sale cinematografiche degli Stati Uniti il 22 gennaio 1913. Venne distribuito anche nel Regno Unito il 5 aprile 1913.